# Reisperbach
Der Reisperbach ist ein Bach in der niederösterreichischen Stadt Krems an der Donau.
Er entspringt aus drei Quellen in Scheibenhof (Stadtteil Egelsee) und fließt entlang des Alois-Scholz-Naturlehrpfades durch das überwiegend bewaldete Reisperbachtal in östliche bis südliche Richtungen. Auf dem Oberlauf, wo sein Tal auch Schweintal heißt, läuft er fast östlich, dann nimmt er etwa 900 Meter südwestlich der Ortsmitte von Egelsee einen ähnlich langen Zulauf von links auf, kurz danach folgt ein kürzerer zweiter wiederum von links, der am südlichen Ortsrand von Egelsee entsteht. Auf dem meist südöstlichen Unterlauf weicht der Wald dann von den Ufern, zuerst links, wo nun Weinberghänge liegen, im besiedelten Bereich dann auch rechts.
Der Reisperbach hat eine Länge von 3,07 km und mündet im Stadtteil Stein von links und zuallerletzt Norden in die Donau. Ab circa 600 Meter vor der Mündung wird er kanalisiert unter der Reisperbachtalstraße geführt.